# Fração vascular estromal

## Definição
A fração vascular estromal (FVE) do tecido adiposo é uma fonte rica em pré-adipócitos, células-tronco mesenquimais (CTMs), células progenitoras endoteliais, células T, B, mastócitos bem como macrófagos do tecido adiposo.

## Introdução
A fração vascular estromal (FVE) é uma fração descartável da lipoaspiração. A FVE contém uma grande população de células tronco derivadas do tecido adiposo (CTDTAs), que compartilham com a medula óssea similaridades, como a capacidade de diferenciação em diversas linhagens.